# Oecothea longipes
Oecothea longipes är en tvåvingeart som beskrevs av Gorodkov 1959. Oecothea longipes ingår i släktet Oecothea och familjen myllflugor. Inga underarter finns listade i Catalogue of Life.